# ریاست‌جمهوری مسعود پزشکیان
ریاست‌جمهوری مسعود پزشکیان به سیاست‌ها، عملکردها و مسائل مرتبط با ریاست‌جمهوری مسعود پزشکیان و دولت چهاردهم جمهوری اسلامی ایران می‌پردازد. مسعود پزشکیان در انتخابات ریاست‌جمهوری ۱۴۰۳ پیروز شد. مسعود پزشکیان در دور اول انتخابات با رأی ۱۰٬۴۱۵٬۹۹۱ نفر اول دور نخست شد اما به دلیل اینکه نتوانست اکثریت رأی را بگیرد انتخابات با جلیلی به دور دوم انتخابات رفت. در دور دوم انتخابات مسعود پزشکیان با ۱۶ میلیون و ۳۸۴ هزار و ۴۰۳ رأی توانست برنده انتخابات شده و به عنوان نهمین رئیس‌جمهور انتخاب شود.

## انتخابات ریاست‌جمهوری ۱۴۰۳
مسعود پزشکیان در دور اول انتخابات با رأی ۱۰٬۴۱۵٬۹۹۱ نفر اول دور نخست شد اما به دلیل اینکه نتوانست اکثریت رأی را بگیرد انتخابات با سعید جلیلی به دور دوم انتخابات رفت. در دور دوم مسعود پزشکیان با ۱۶ میلیون و ۳۸۴ هزار و ۴۰۳ رأی توانست برنده شود و نهمین رئیس‌جمهور شود. در پی اعلام پیروزی مسعود پزشکیان در رقابت‌های دور دوم انتخابات، شاخص بورس در ۱۶ تیر ماه ۱۴۰۳، به دو میلیون و ۱۶۱ هزار واحد صعود کرد که نشان از رشد ۲٫۹ درصدی داشت. همچنین دلار در بازار آزاد ایران نیز به ۵۸ هزار و ۷۰۰ تومان معامله شد که نسبت به روز گذشته خود ۶۵۰ تومان ریزش داشته است. بازار رمز ارز‌ها هم با روند کاهشی قیمت مواجه شد و قیمت تتر که همواره یکی از مولفه‌های مؤثر بر نرخ دلار است، شیب تند کاهش قیمت را تجربه کرد و با افت حدود سه هزار تومانی، در محدوده ۵۹ هزار و ۷۴۰ تومان قرار گرفت.

## گاه‌شمار ریاست‌جمهوری

### پیش از آغاز به کار رسمی
در ۱۶ تیر ۱۴۰۳، پزشکیان قرار بود در ساعت ۱۵، نشست خبری با حضور خبرنگاران خارجی و داخلی داشته باشد ولی این نشست لغو شد چرا که در همان ساعت نزد رهبر ایران، سید علی خامنه‌ای رفت. وی حوالی عصر، در حرم امام خمینی در کنار محمد جواد ظریف و محمد جواد آذری جهرمی حاضر شد و بیانیه‌ای را در جمع طرفدارانش خواند.
در ۱۷ تیر سید محمد خاتمی با حضور در خانه پزشکیان، پیروزی او را تبریک گفت.
در ۱۸ تیر پزشکیان در پیامی به سید حسن نصرالله، دبیرکل حزب‌الله لبنان گفت: «حمایت از مقاومت با قدرت تداوم خواهد داشت.» روز بعد پزشکیان به محمد مخبر گفت در وزارتخانه‌ها و معاونت‌های ریاست‌جمهوری از عزل و نصب نیروی جدید خودداری شود.

### پس از تنفیذ و تحلیف
مراسم تنفیذ و تحلیف پزشکیان به‌ترتیب در ۷ و ۹ مرداد ۱۴۰۳ برگزار شد.
در ۱۰ مرداد در چهارمین روز کاری پزشکیان، اسماعیل هنیه رهبر سیاسی حماس که برای مراسم تحلیف پزشکیان به ایران آمده بود در تهران ترور و کشته شد. در همان روز تصویب‌نامه هیئت وزیران در خصوص اختصاص اعتبار به وزارت کشور برای پیشگیری از حوادث غیر محتمل در ارتباط با زائران اربعین توسط محمدرضا عارف معاون اول رئیس‌جمهور ابلاغ شد. بر این اساس، مبلغ ۴ هزار میلیارد ریال در اختیار وزارت کشور قرار می‌گیرد تا پس از مبادله موافقت‌نامه با سازمان برنامه و بودجه کشور، هزینه شود.
در ۲۳ مرداد در راستای رفع کمبود معلم در کشور، پزشکیان مجوز به‌کارگیری ۷۰ هزار معلم بازنشسته را ابلاغ کرد. این اولین ابلاغیه پزشکیان در دولت چهاردهم محسوب می‌شود.
در ۱۱ مهر ۱۴۰۳، پزشکیان با دعوت رسمی امیر قطر، شیخ تمیم بن حمد آل ثانی عازم قطر شد. این سفر درست بعد از حمله ایران به اسرائیل بود. پزشکیان در پاسخ به خبرنگاری که از او دربارهٔ خطرناک بودن این سفر پرسید، اظهار کرد: «فکر نمی‌کنم خطرناک باشد، خطرناک هم باشد مهم نیست. مرگ با شهادت بهتر از این است که انسان در بستر بمیرد.» مقامات عالی‌رتبه ایران و قطر ۶ سند همکاری مشترک در حوزه‌های مختلف به امضا رساندند. همکاری در طرح توسعه بند دیر، بهداشت، رفاه و تجارت زنده، برنامه اجرایی همکاری‌های فرهنگی تا پایان سال ۱۴۰۵ و برنامه اجرایی همکاری‌های ورزشی تا سال ۲۰۲۶ از جمله مهم‌ترین اسناد همکاری میان دو کشور بود که توسط وزرای نیرو، امور خارجه و ورزش و جوانان جمهوری اسلامی ایران با همتایان قطری به امضا رسید.